# Бруно Паулиста
Бруно Жасина да Силва (порт. Bruno Jacinto da Silva более известный, как Бруно Паулиста порт. Bruno Paulista; родился 21 августа 1995 года в Нова-Одесса, Бразилия) — бразильский футболист, опорный полузащитник. В настоящее время свободный агент.

## Клубная карьера
Паулиста начал профессиональную карьеру в клубе «Баия». 18 октября 2014 года в матче против «Сан-Паулу» он дебютировал в бразильской Серии А. 7 февраля 2015 года в поединке Лиги Баияно против «Жакобины» Бруно забил свой первый гол за «Баия». Летом 2015 года он перешёл в лиссабонский «Спортинг». 31 октября в матче против «Эшторил-Прая» Паулиста дебютировал в Сангриш лиге, заменив во втором тайме Ислама Слимани.
Летом 2017 года Бруно на правах аренды перешёл в «Васко да Гама». 8 июля в матче против «Фламенго» он дебютировал за новую команду.

## Международная карьера
В 2015 году в составе олимпийской сборной Бразилии Бруно стал бронзовым призёром Панамериканских игр в Торонто. На турнире он принял участие в матчах против команд Канады, Уругвая и Панамы.

## Достижения
Международные
 Бразилия (до 23)
- Панамериканские игры — 2015